# NGC 6830
NGC 6830 (również OCL 125) – gromada otwarta znajdująca się w gwiazdozbiorze Liska. Odkrył ją William Herschel 19 lipca 1784 roku. Jest położona w odległości ok. 5,3 tys. lat świetlnych od Słońca.